# رسم شوكان
رسم شوكان قرية سوريّة تتبع إداريّاً لمحافظة حلب منطقة السفيرة ناحية الحاجب، بلغ تعداد سكانها (63) نسمة حسب التعداد السكاني لعام 2004.